# Seymour (Tennessee)
Seymour és una concentració de població designada pel cens dels Estats Units a l'estat de Tennessee. Segons el cens del 2000 tenia 8.850 habitants.

## Demografia
Segons el cens del 2000, Seymour tenia 8.850 habitants, 3.431 habitatges, i 2.669 famílies. La densitat de població era de 270,3 habitants/km².
Dels 3.431 habitatges en un 33,5% hi vivien nens de menys de 18 anys, en un 66,2% hi vivien parelles casades, en un 8,9% dones solteres, i en un 22,2% no eren unitats familiars. En el 19% dels habitatges hi vivien persones soles el 6,2% de les quals corresponia a persones de 65 anys o més que vivien soles. El nombre mitjà de persones vivint en cada habitatge era de 2,57 i el nombre mitjà de persones que vivien en cada família era de 2,93.
Per edats la població es repartia de la següent manera: un 24,3% tenia menys de 18 anys, un 7,8% entre 18 i 24, un 29,5% entre 25 i 44, un 26,6% de 45 a 60 i un 11,8% 65 anys o més.
L'edat mediana era de 38 anys. Per cada 100 dones de 18 o més anys hi havia 91,3 homes.
La renda mediana per habitatge era de 40.896 $ i la renda mediana per família de 45.244 $. Els homes tenien una renda mediana de 30.568 $ mentre que les dones 24.611 $. La renda per capita de la població era de 18.064 $. Entorn del 3,2% de les famílies i el 4,2% de la població estaven per davall del llindar de pobresa.

## Poblacions més properes
El següent diagrama mostra les poblacions més properes.